# Winter X Games Europe I
Winter X Games Europe I (ang. 1 Winter X Games Europe) – europejski odpowiednik amerykańskiej edycji zawodów w dyscyplinach freestyle Winter X Games, zawody te odbywały się od 9 do 12 marca 2010 we francuskim Tignes. Zawodnicy rywalizowali w dwóch dyscyplinach: narciarstwie dowolnym i snowboardzie.

## Wyniki

### Narciarstwo

#### Slopestyle Mężczyzn
| Pozycja | Zawodnik              | Przejazd 1 | Przejazd 2 | Przejazd 3 | Najlepszy |
| ------- | --------------------- | ---------- | ---------- | ---------- | --------- |
|         | Thomas Wallisch       | 84.00      | 94.00      | 93.66      | 94.00     |
|         | Bobby Brown           | 47.00      | 48.33      | 93.00      | 93.00     |
|         | Josiah Wells          | 89.00      | 84.00      | 30.00      | 89.00     |
| 4       | Thomas James Schiller | 65.00      | 68.33      | 88.00      | 88.00     |
| 5       | Henrik Harlaut        | 85.33      | 18.33      | 87.33      | 87.33     |
| 6       | Andreas Håtveit       | 83.00      | 87.00      | 85.00      | 87.00     |
| 7       | Elias Ambühl          | 35.00      | 84.66      | 85.00      | 85.00     |
| 8       | Alex Schlopy          | 72.33      | 58.00      | 22.33      | 72.33     |

#### Slopestyle Kobiet
| Pozycja | Zawodniczka         | Przejazd 1 | Przejazd 2 | Przejazd 3 | Najlepszy |
| ------- | ------------------- | ---------- | ---------- | ---------- | --------- |
|         | Kaya Turski         | 89.00      | 93.66      | 47.66      | 93.66     |
|         | Keri Herman         | 71.00      | 84.00      | 43.33      | 84.00     |
|         | Ashley Battersby    | 80.00      | 83.33      | 77.33      | 83.33     |
| 4       | Anna Segal          | 76.00      | 41.33      | 82.66      | 82.66     |
| 5       | Lena Stoffel        | 65.00      | 68.00      | 66.33      | 68.00     |
| 6       | Grete Eliassen      | 50.00      | 26.00      | 56.00      | 56.00     |
| 7       | Sarah Burke         | 41.00      | 30.66      | 31.66      | 41.00     |
| 8       | Rosalind Groenewoud | 28.66      | -          | -          | 28.66     |

#### Superpipe Mężczyzn
| Pozycja | Zawodnik               | Przejazd 1 | Przejazd 2 | Przejazd 3 | Najlepszy |
| ------- | ---------------------- | ---------- | ---------- | ---------- | --------- |
|         | Kevin Rolland          | 95.00      | 76.00      | 95.66      | 95.66     |
|         | Xavier Bertoni         | 80.66      | 89.33      | 92.00      | 92.00     |
|         | Justin Dorey           | 86.66      | 38.00      | 10.00      | 86.66     |
| 4       | Micheal Riddle         | 56.33      | 85.00      | 40.66      | 85.00     |
| 5       | Byron Wells            | 84.33      | 23.33      | 15.00      | 84.33     |
| 6       | Josiah Wells           | 36.33      | 82.66      | 35.66      | 82.66     |
| 7       | Tucker Perkins         | 79.33      | 80.33      | 54.00      | 80.33     |
| 8       | Antti-Jussi Kemppainen | 50.00      | 70.33      | 75.33      | 7 5.33    |

#### Superpipe Kobiet
| Pozycja | Zawodniczka         | Przejazd 1 | Przejazd 2 | Przejazd 3 | Najlepszy |
| ------- | ------------------- | ---------- | ---------- | ---------- | --------- |
|         | Jennifer Hudak      | 90.33      | 90.33      | 91.66      | 91.66     |
|         | Rosalind Groenewoud | 70.00      | 84.66      | 79.66      | 84.66     |
|         | Anaïs Caradeux      | 23.33      | 82.66      | 83.33      | 83.33     |
| 4       | Virginie Faivre     | 72.66      | 77.33      | 81.66      | 81.66     |
| 5       | Dania Assaly        | 60.00      | 36.33      | 78.33      | 78.33     |
| 6       | Sarah Burke         | 76.00      | 18.33      | 40.00      | 76.00     |
| 7       | Mirjam Jäger        | 64.66      | 66.00      | 74.00      | 74.00     |
| 8       | Megan Gunning       | 61.66      | 46.66      | 30.00      | 61.66     |

### Snowboard

#### Slopestyle Mężczyzn
| Pozycja | Zawodnik            | Przejazd 1 | Przejazd 2 | Przejazd 3 | Najlepszy |
| ------- | ------------------- | ---------- | ---------- | ---------- | --------- |
|         | Eric Willett        | 68.00      | 91.00      | 60.33      | 91.00     |
|         | Sage Kotsenburg     | 74.66      | 76.00      | 85.33      | 85.33     |
|         | Mark Grilc          | 78.33      | 19.00      | 83.66      | 83.66     |
| 4       | Stephan Mauer       | 82.66      | 10.33      | 16.00      | 82.66     |
| 5       | Charles Guldemond   | 50.00      | 70.66      | 39.66      | 70.66     |
| 6       | Christian Haller    | 61.33      | 16.33      | 67.66      | 67.66     |
| 7       | Travis Rice         | 34.33      | 39.00      | 50.33      | 50.33     |
| 8       | Iouri Podladtchikov | 25.33      | 43.33      | 49.33      | 49.33     |

#### Slopestyle Kobiet
| Pozycja | Zawodniczka        | Przejazd 1 | Przejazd 2 | Przejazd 3 | Najlepszy |
| ------- | ------------------ | ---------- | ---------- | ---------- | --------- |
|         | Jenny Jones        | 77.00      | 92.33      | 46.00      | 92.33     |
|         | Kjersti Buaas      | 82.66      | 86.66      | 30.00      | 86.66     |
|         | Sina Candrian      | 72.66      | 83.00      | 81.33      | 83.00     |
| 4       | Spencer O’Brien    | 14.00      | 80.66      | 76.66      | 80.66     |
| 5       | Silje Norendal     | 46.66      | 63.33      | 29.66      | 63.33     |
| 6       | Charlotte van Gils | 36.66      | 48.33      | 21.33      | 48.33     |

#### Superpipe Mężczyzn
| Pozycja | Zawodnik            | Przejazd 1 | Przejazd 2 | Przejazd 3 | Najlepszy |
| ------- | ------------------- | ---------- | ---------- | ---------- | --------- |
|         | Iouri Podladtchikov | 46.66      | 98.00      | 49.66      | 91.00     |
|         | Mathieu Crepel      | 10.66      | 95.00      | 24.00      | 95.00     |
|         | Louie Vito          | 19.33      | 92.33      | 58.66      | 83.66     |
| 4       | Markus Malin        | 90.33      | 67.66      | 60.66      | 90.33     |
| 5       | Aluan Ricciardi     | 13.33      | 48.66      | 88.66      | 88.66     |
| 6       | Christian Haller    | 85.00      | 51.00      | 55.33      | 85.00     |
| 7       | Luke Mitrani        | 41.00      | 82.33      | 16.0       | 82.33     |
| 8       | Jarret Thomas       | 79.66      | 17.33      | 51.66      | 49.33     |

#### Superpipe Kobiet
| Pozycja | Zawodniczka          | Przejazd 1 | Przejazd 2 | Przejazd 3 | Najlepszy |
| ------- | -------------------- | ---------- | ---------- | ---------- | --------- |
|         | Kaitlyn Farrington   | 70.00      | 97.00      | 49.00      | 97.00     |
|         | Torah Bright         | 95.00      | 57.00      | 95.66      | 95.00     |
|         | Sophie Rodriguez     | 83.33      | 87.00      | 11.00      | 87.00     |
| 4       | Mercedes Nicoll      | 55.33      | 35.00      | 82.33      | 82.33     |
| 5       | Ellery Hollingsworth | 76.00      | 20.00      | 79.00      | 79.00     |
| 6       | Kjersti Buaas        | 63.00      | 78.66      | 64.00      | 82.66     |

## Klasyfikacja medalowa
| Lp. | Państwo           | złoto | srebro | brąz | razem |
| --- | ----------------- | ----- | ------ | ---- | ----- |
| 1   | Stany Zjednoczone | 4     | 3      | 2    | 9     |
| 2   | Francja           | 1     | 2      | 2    | 5     |
| 3   | Kanada            | 1     | 1      | 1    | 3     |
| 4   | Szwajcaria        | 1     | 0      | 1    | 2     |
| 5   | Wielka Brytania   | 1     | 0      | 0    | 1     |
| 6   | Australia         | 0     | 1      | 0    | 1     |
| 7   | Norwegia          | 0     | 1      | 0    | 1     |
| 8   | Nowa Zelandia     | 0     | 0      | 1    | 1     |
| 9   | Słowenia          | 0     | 0      | 1    | 1     |